# Chrystian Wilhelm (administrator arcybiskupstwa magdeburskiego)
Chrystian Wilhelm (ur. 7 września 1587 r. w Wolmirstedt, zm. 11 stycznia 1655 r. w klasztorze Zinna) – protestancki administrator arcybiskupstwa Magdeburga od 1598 do 1631 r., biskup Halberstadt od 1624 do 1631 r. z dynastii Hohenzollernów.

## Życiorys
Chrystian Wilhelm był synem margrabiego-elektora brandenburskiego Joachima Fryderyka Hohenzollerna i Katarzyny Hohenzollern, córki władającego Nową Marchią Jana Hohenzollerna. W 1598 r. został wybrany luterańskim administratorem arcybiskupstwa magdeburskiego, jednak nie został uznany przez mieszkańców miasta. W 1624 r. został także administratorem biskupstwa Halberstadtu, co spowodowało wypowiedzenie mu posłuszeństwa w Magdeburgu.
Był generałem-porucznikiem w wojsku króla duńskiego Chrystiana IV i uczestniczył w walkach przeciwko cesarskim wojskom dowodzonym przez Tilly’ego oraz Wallensteina (m.in. brał udział w przegranej bitwie pod Dessau w 1626 r.). Po ostatecznej porażce króla duńskiego Chrystian Wilhelm udał się za granicę. Zwycięski cesarz oddał Magdeburg swojemu synowi Leopoldowi Wilhelmowi, a Chrystian Wilhelm ostatecznie przyłączył się do króla szwedzkiego Gustawa II Adolfa. Powrócił w jego imieniu do Magdeburga w 1630 r. i w 1631 r. bronił go przed wojskami Tilly’ego. Ranny podczas oblężenia dostał się do niewoli cesarskiej, w której w 1632 r. przeszedł na katolicyzm. Nie odegrał później żadnej politycznej roli.

## Życie prywatne
Chrystian Wilhelm był trzykrotnie żonaty. 1 stycznia 1615 r. poślubił Dorotę (1596–1643), córkę księcia brunszwickiego Henryka Juliusza. Z tego małżeństwa pochodziła córka Zofia Elżbieta (1616–1650), żona księcia Saksonii-Altenburga Fryderyka Wilhelma II. Drugą żoną Chrystiana Wilhelma była od 22 lutego 1650 r. Barbara Euzebia (zm. 1656), córka austriackiego urzędnika, hrabiego Jarosława von Martinitz. Trzecią żoną była poślubiona 28 maja 1657 r. Maksymiliana (1608–1663), córka Juliusza, hrabiego Salm-Neuburg.